# Obenheim
Obenheim je občina v departmaju Bas-Rhin francoske regije Alzacija.
Leta 1990 je v občini živelo 1 078 oseb oz. 135 oseb/km².